# Micrologus (geslacht)
Micrologus is een geslacht van weekdieren uit de klasse van de Gastropoda (slakken).

## Soort
- Micrologus mochatinctus Fraussen & Rosado, 2011